# NGC 5817
NGC 5817 је лентикуларна галаксија у сазвежђу Вага која се налази на NGC листи објеката дубоког неба.
Деклинација објекта је - 16° 10' 50" а ректасцензија 14h 59m 40,8s. Привидна величина (магнитуда) објекта NGC 5817 износи 14,2 а фотографска магнитуда 15,2. NGC 5817 је још познат и под ознакама MCG -3-38-41, NPM1G -15.0520, PGC 53567.